# Schule Westersode

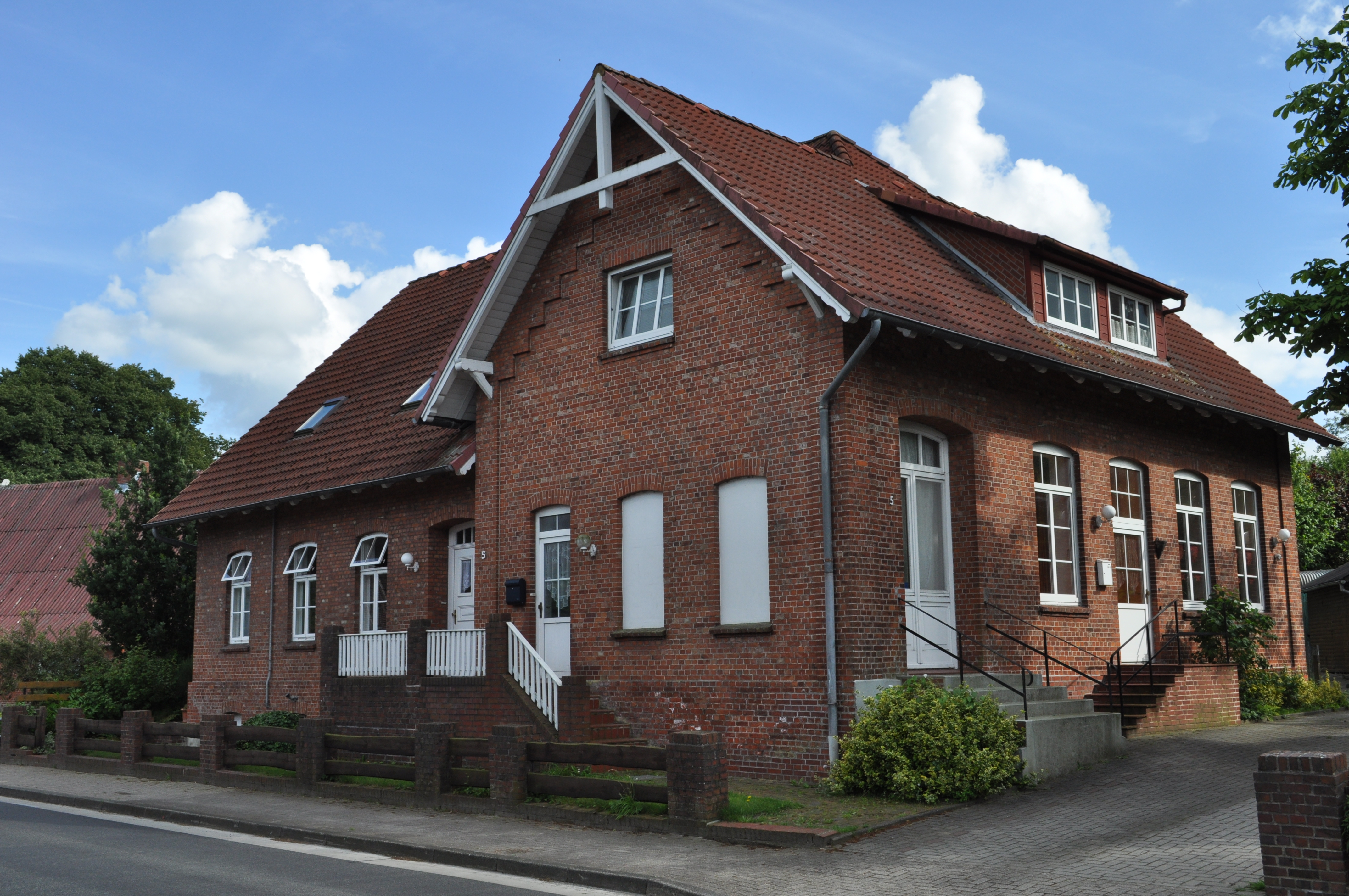
Gebäude Schulstraße Nr. 5

Die ehemalige Schule Westersode in der niedersächsischen Kleinstadt Hemmoor-Westersode, Schulstraße 5 und 7, Samtgemeinde Hemmoor, im Landkreis Cuxhaven, stammt vom Ende des 19. und Anfang des 20. Jahrhunderts.
Aktuell (2024) wird sie durch Wohnungen, Läden und Büros genutzt.
Die Gebäude stehen unter Denkmalschutz (siehe auch Liste der Baudenkmale in Hemmoor).

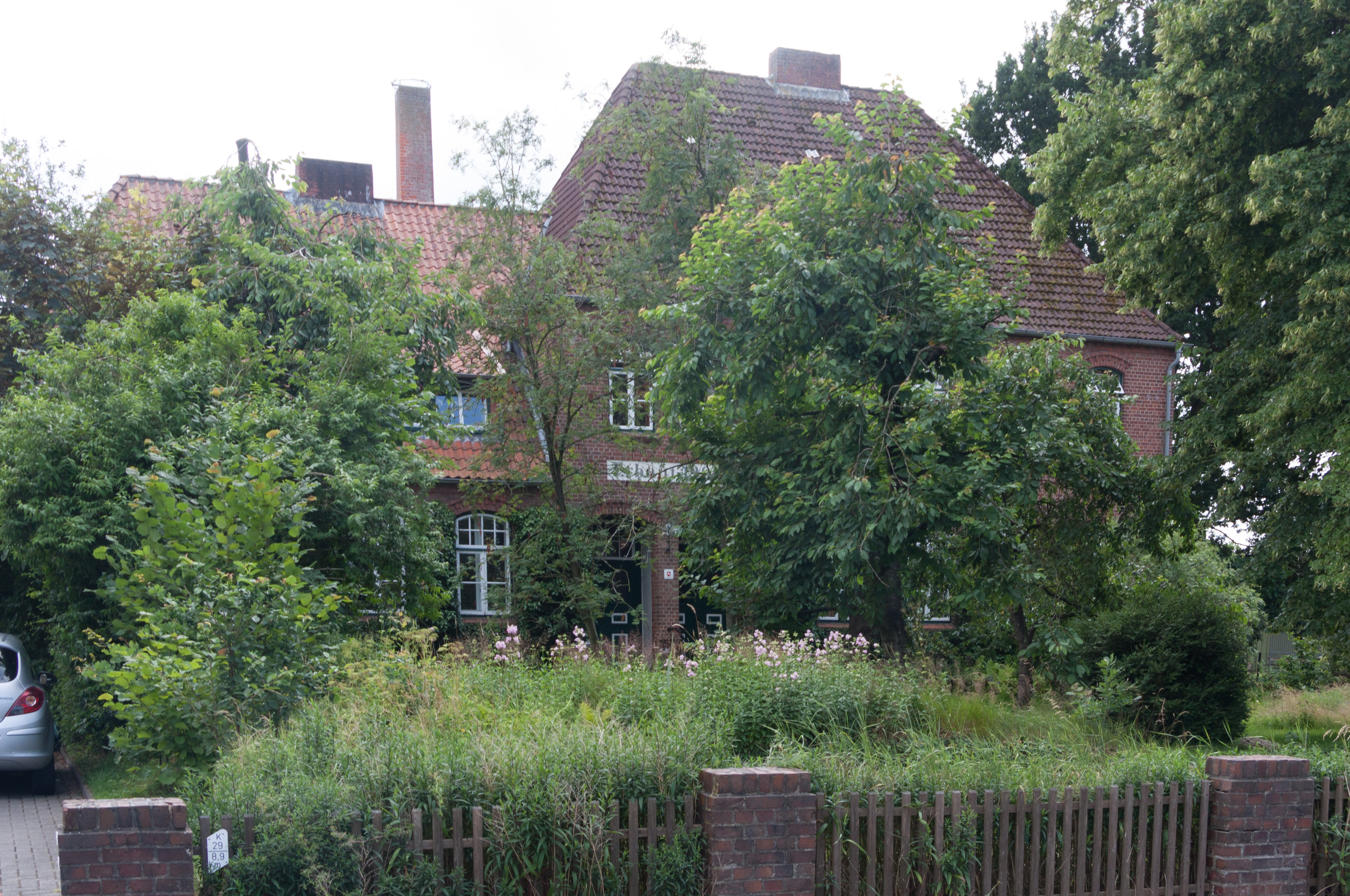
Gebäude Schulstraße Nr. 7

## Geschichte und Beschreibung
Hemmoor ging 1968 aus den sechs ehemals selbständigen Gemeinden Basbeck, Warstade, Hemm, Westersode, Hemmoor und Heeßel hervor. Westersode wurde erstmals 1083 erwähnt.
Die Gruppe besteht aus
- Schulstraße Nr. 5, dem eingeschossigen historisierenden Gebäude von 1896 auf Sockel in Backstein, mit ziegelgedecktem Satteldach mit Traufüberstand, Ecklisenen, Backsteinfriese an den Giebelseiten, Erschließung über Freitreppen an der Nord- und Westseite und Eingangstür an der Südseite,[2]
- Schulstraße Nr. 7, dem ein- und zweigeschossigen traufständigen Erweiterungsgebäude von 1909 (Inschrift) mit Walmdach und flachbogigen Türöffnungen, ursprünglich als Schultrakt genutzt, mit eingeschossigem östlichen Teil mit Halbwalmdach, der ursprünglich als Wohntrakt genutzt wurde; Fenster und Eingangstüren im Original erhalten,[3]
- dem eingeschossigen giebelständigen Stall von um 1909 in Backstein mit senkrecht verbrettertem Drempel und Anbau an der Westseite.[4]

Das Landesdenkmalamt befand u. a.: „… zeittypische Kombination aus Schulraum und Lehrerwohnung ….“
Heute (2024) gibt es in Hemmoor die Grundschulen Althemmoor und Basbeck, die Osteschule Hemmoor und das Gymnasium Warstade.